# Hugo Campagnaro
Hugo Campagnaro (27 tháng 6 năm 1980) là cầu thủ bóng đá người Argentina chơi ở vị trí hậu vệ.
Mùa hè năm 2007, anh đã ký hợp đồng với Sampdoria để chuẩn bị cho cúp Intertoto năm 2007. Tại thời điểm đó Campagnaro trị giá 1.550.000 Euro. Ngày 9 tháng 7 năm 2009, Anh ký hợp đồng 4 năm với Napoli có giá trị 7 triệu Euro.

## Thống kê sự nghiệp

### Câu lạc bộ
Tính đến ngày 1 tháng 3 năm 2015
| Câu lạc bộ          | Mùa giải            | Giải đấu | Giải đấu | Cúp quốc gia | Cúp quốc gia | Cúp liên đoàn | Cúp liên đoàn | Châu lục | Châu lục | Khác1 | Khác1 | Tổng cộng | Tổng cộng |
| Câu lạc bộ          | Mùa giải            | Trận     | Bàn      | Trận         | Bàn          | Trận          | Bàn           | Trận     | Bàn      | Trận  | Bàn   | Trận      | Bàn       |
| ------------------- | ------------------- | -------- | -------- | ------------ | ------------ | ------------- | ------------- | -------- | -------- | ----- | ----- | --------- | --------- |
| Deportivo Morón     | 1998–99             | 2        | 0        | –            | –            | –             | –             | –        | –        | –     | –     | 2         | 0         |
| Deportivo Morón     | 1999–00             | 28       | 0        | –            | –            | –             | –             | –        | –        | –     | –     | 28        | 0         |
| Deportivo Morón     | 2000–01             | 31       | 1        | –            | –            | –             | –             | –        | –        | –     | –     | 31        | 1         |
| Deportivo Morón     | 2001–02             | 42       | 5        | –            | –            | –             | –             | –        | –        | –     | –     | 42        | 5         |
| Deportivo Morón     | Tổng cộng           | 103      | 6        | 0            | 0            | –             | –             | 0        | 0        | 0     | 0     | 103       | 6         |
| Piacenza            | 2002–03             | 12       | 2        | 4            | 0            | –             | –             | –        | –        | –     | –     | 16        | 2         |
| Piacenza            | 2003–04             | 22       | 2        | 1            | 0            | –             | –             | –        | –        | –     | –     | 23        | 2         |
| Piacenza            | 2004–05             | 34       | 3        | 3            | 1            | –             | –             | –        | –        | –     | –     | 37        | 4         |
| Piacenza            | 2005–06             | 31       | 2        | 3            | 0            | –             | –             | –        | –        | –     | –     | 34        | 2         |
| Piacenza            | 2006–07             | 31       | 2        | 3            | 0            | –             | –             | –        | –        | –     | –     | 34        | 2         |
| Piacenza            | Tổng cộng           | 127      | 10       | 11           | 1            | –             | –             | –        | –        | –     | –     | 138       | 11        |
| Sampdoria           | 2007–08             | 22       | 0        | 3            | 0            | –             | –             | 6        | 1        | –     | –     | 31        | 1         |
| Sampdoria           | 2008–09             | 16       | 1        | 3            | 0            | –             | –             | 4        | 0        | –     | –     | 23        | 1         |
| Sampdoria           | Tổng cộng           | 38       | 1        | 6            | 0            | –             | –             | 10       | 1        | –     | –     | 54        | 2         |
| Napoli              | 2009–10             | 28       | 1        | 2            | 0            | –             | –             | –        | –        | –     | –     | 30        | 1         |
| Napoli              | 2010–11             | 31       | 0        | 1            | 0            | –             | –             | 7        | 0        | –     | –     | 39        | 0         |
| Napoli              | 2011–12             | 31       | 2        | 4            | 0            | –             | –             | 8        | 0        | –     | –     | 43        | 2         |
| Napoli              | 2012–13             | 28       | 1        | 1            | 0            | –             | –             | 1        | 0        | 1     | 0     | 31        | 1         |
| Napoli              | Tổng cộng           | 118      | 4        | 8            | 0            | –             | –             | 16       | 0        | 1     | 0     | 143       | 4         |
| Internazionale      | 2013–14             | 21       | 0        | 2            | 0            | –             | –             | –        | –        | –     | –     | 23        | 0         |
| Internazionale      | 2014–15             | 10       | 0        | 0            | 0            | –             | –             | 5        | 0        | –     | –     | 15        | 0         |
| Internazionale      | Tổng cộng           | 31       | 0        | 2            | 0            | –             | –             | 5        | 0        | 0     | 0     | 38        | 0         |
| Tổng cộng sự nghiệp | Tổng cộng sự nghiệp | 421      | 21       | 29           | 1            | –             | –             | 31       | 1        | 1     | 0     | 483       | 23        |

### Quốc tế
Tính đến 13 tháng 10 năm 2014
| Argentina | Argentina | Argentina |
| Năm       | Trận      | Bàn       |
| --------- | --------- | --------- |
| 2012      | 7         | 0         |
| 2013      | 6         | 0         |
| 2014      | 4         | 0         |
| Tổng cộng | 17        | 0         |

## Danh hiệu
Sampdoria
- Coppa Italia Á quân 2009

Napoli
- Coppa Italia Á quân 2012

Đội tuyển Argentina
- World Cup Á quân World Cup 2014